# The Best Of (Afterhours)
The Best Of (Le verità che ricordavo) è la seconda raccolta non autorizzata degli Afterhours, pubblicata il 27 marzo 2012 dalla EMI.

## Il disco
Si tratta di un doppio CD contenente tutti i maggiori successi degli Afterhours fino al 2008 e alcune rarità come il brano Televisione e le cover Mio fratello è figlio unico, La canzone di Marinella e La canzone popolare, le ultime due precedentemente disponibili solo su singolo.
La raccolta, come nel caso della precedente Cuori e demoni, pubblicata poco dopo I milanesi ammazzano il sabato e prima della partecipazione del gruppo al Festival di Sanremo 2009, è stata distribuita a ridosso della data di uscita dell'album Padania. Gli Afterhours hanno criticato questa scelta facendo sapere di «non essere mai stati coinvolti in questa operazione, così come l'altra volta, né di aver avuto niente a che fare con la scelta dei brani, del titolo o della copertina della compilation».

## Tracce
CD1 5099955925723
1. Dentro Marilyn – 5:48
2. Male di miele – 2:45
3. Non è per sempre – 3:58
4. La gente sta male – 3:21
5. Ballata per la mia piccola iena – 4:54
6. Ossigeno – 5:01
7. Voglio una pelle splendida – 3:42
8. Baby fiducia – 4:04
9. Quello che non c'è – 6:07
10. 1.9.9.6. – 3:44
11. Milano circonvallazione esterna – 3:22
12. Non sono immaginario – 3:22
13. Posso avere il tuo deserto? – 4:33
14. Lasciami leccare l'adrenalina – 1:20
15. La verità che ricordavo – 3:16
16. Musicista contabile – 5:32
17. Televisione – 5:22
18. Mio fratello è figlio unico – 4:10 – cover di Rino Gaetano
19. La canzone di Marinella – 4:13 – cover di Fabrizio De André

CD2 5099955925723
1. Sui giovani d'oggi ci scatarro su – 2:54
2. Germi – 2:36
3. Bianca – 4:33
4. Sulle labbra – 4:23
5. Pelle – 5:11
6. La vedova bianca – 3:59
7. La sinfonia dei topi – 2:58
8. Non si esce vivi dagli anni '80 – 3:57
9. Siete proprio dei pulcini – 2:47
10. Varanasi baby – 4:33
11. Rapace – 5:37
12. Strategie – 4:02
13. Tutto fa un po' male – 4:06
14. Come vorrei – 3:06
15. Bye bye Bombay – 6:15
16. Oppio – 4:34
17. Elymania – 3:33
18. Gioia e rivoluzione – 2:52 – cover degli Area
19. La canzone popolare – 5:14 – cover di Ivano Fossati